# Croton macrostigma
Croton macrostigma. Especie de plantas perteneciente al orden de las Malpighiales, a la familia de las Euforbiáceas y al género Croton.

## Taxonomía

### Nombre científico
- Croton macrostigma Chodat[1]

#### Autores
- Robert Chodat
- Publicado en: Bulletin de l'Herbier Boissier, sér. 2, 1: 396–397. 1901.[2]

### Nombres aceptados
- Croton lanatus var. tatacuensis (Ahumada) P.E. Berry[3]

### Nombre común
Ningún nombre común conocido. 

### Sinonimia
- Croton macrostigma f. macrophyllus Chodat & Hassl.[4]

## Distribución
Se distribuye en Paraguay.